# 交響曲B (ハイドン)
交響曲「B」変ロ長調 Hob.I:108は、フランツ・ヨーゼフ・ハイドンが作曲した交響曲。ホーボーケン番号に従って「第108番」とも呼ばれる。「パルティータ」とされることもある。
初期の交響曲のひとつであり、ゲットヴァイク修道院が1765年に購入した筆写譜があるのでそれ以前の作品だが、作曲年代は明らかでない。ランドンはハイドンがボヘミアのモルツィン伯爵に仕えていた時代（1757-1760年ごろ）の作品であることが「ほとんど確実」としたが、ジェームズ・ウェブスターによるとそこまで確実ではなく、エステルハージ家副楽長時代初期（1761-1763年）の可能性もある。様式的には極端に単純で短い第1楽章を持つ一方、ファゴットの独奏はむしろエステルハージ家時代の特徴を示している。
この曲は交響曲「A」の場合とは異なって1769年にパリで出版され、19世紀はじめのハイドン作品目録(HV)では正しく交響曲に分類されていたが、20世紀はじめの全集(GA)から漏れてしまっていた。
両端楽章が速い4楽章形式だが、第2楽章がメヌエット、第3楽章が緩徐楽章になっている。このような形式の交響曲は主に初期のものにいくつか見られ、最初期の作品である交響曲第37番もこの形式である。4つの楽章はいずれも短く単純であり、とくに両端楽章はあまり見るべきところがない。
演奏時間は約15分。

## 楽器編成
- オーボエ2、ホルン2、第一ヴァイオリン、第二ヴァイオリン、ヴィオラ、低音（チェロ、ファゴット、コントラバス）

ハイドンの初期交響曲の通例に従い、低音楽器には原則として独立した楽譜が存在しないが、第2楽章のトリオ部にファゴット独奏がある。

## 構成

### 第1楽章 Allegro molto
4⁄4拍子、ソナタ形式。わずか48小節しかない短い曲である。

### 第2楽章 Menuetto: Allegretto - Trio
付点つき音符ではじまる軽快な曲である。トリオは変ホ長調に転じ、ファゴットの独奏が挿入される（ファゴット以外の管楽器は休む）。

### 第3楽章 Andante
ト短調、6⁄8拍子、ソナタ形式。当時のハイドンの通例に従い、緩徐楽章は弦楽器のみで演奏される。第2ヴァイオリン、第1ヴァイオリン、低音によって主題が次々に現れるフーガ風の始まり方をする。展開部も対位法的である。

### 第4楽章 Finale: Presto
2⁄4拍子、ソナタ形式。